# 泥蜂科
泥蜂科（學名：Sphecidae）屬膜翅目细腰亚目，包括常見的沙泥蜂及黄蜂。由於大部分常見的泥蜂腹柄細長而顯著，在臺灣，又形象的稱為細腰蜂科。
泥蜂科所涵蓋的物種範圍在過往比現在更豐富：但後來這個定義較寬鬆的泥蜂科定義被發現為並系群，因而重新編排。當中不少舊屬本科的分類單元現時改屬Crabronidae。
體形細長，通常黑色，並有黃、橙、紅色斑紋。頭大，橫闊，觸角一般呈絲狀，雌性12節，雄性13節。前胸背板呈三角形或橫形，不伸達肩板，前側片後方有隆起的線。足細長，前足適於開掘，中足脛節有2距，或者無距。翅狹，前翅一般具3個亞緣室，少數1或2個，或者沒有。并胸腹节長，也有短的種類；腹柄通常包括腹部第1、2節及第3節的一部分。
成蟲以泥土在牆角、屋檐或岩石、土壁做土室；或者做挖土，挖沙為巢，或在竹節內做巢，老舊房屋的房梁，柱子上，也能發現泥蜂的木巢，還有的泥蜂盜寄生別的泥蜂巢；泥蜂獵捕昆蟲或者蜘蛛等节肢动物，供子代幼蟲食用，不同種類的泥蜂，其捕食的动物種類也有所不同，有的泥蜂成蟲還會取食獵物的體液，也有泥蜂成蟲會取食花蜜。

## 分類

### 泥蜂科（嚴謹定義）
Subfamily Ammophilinae

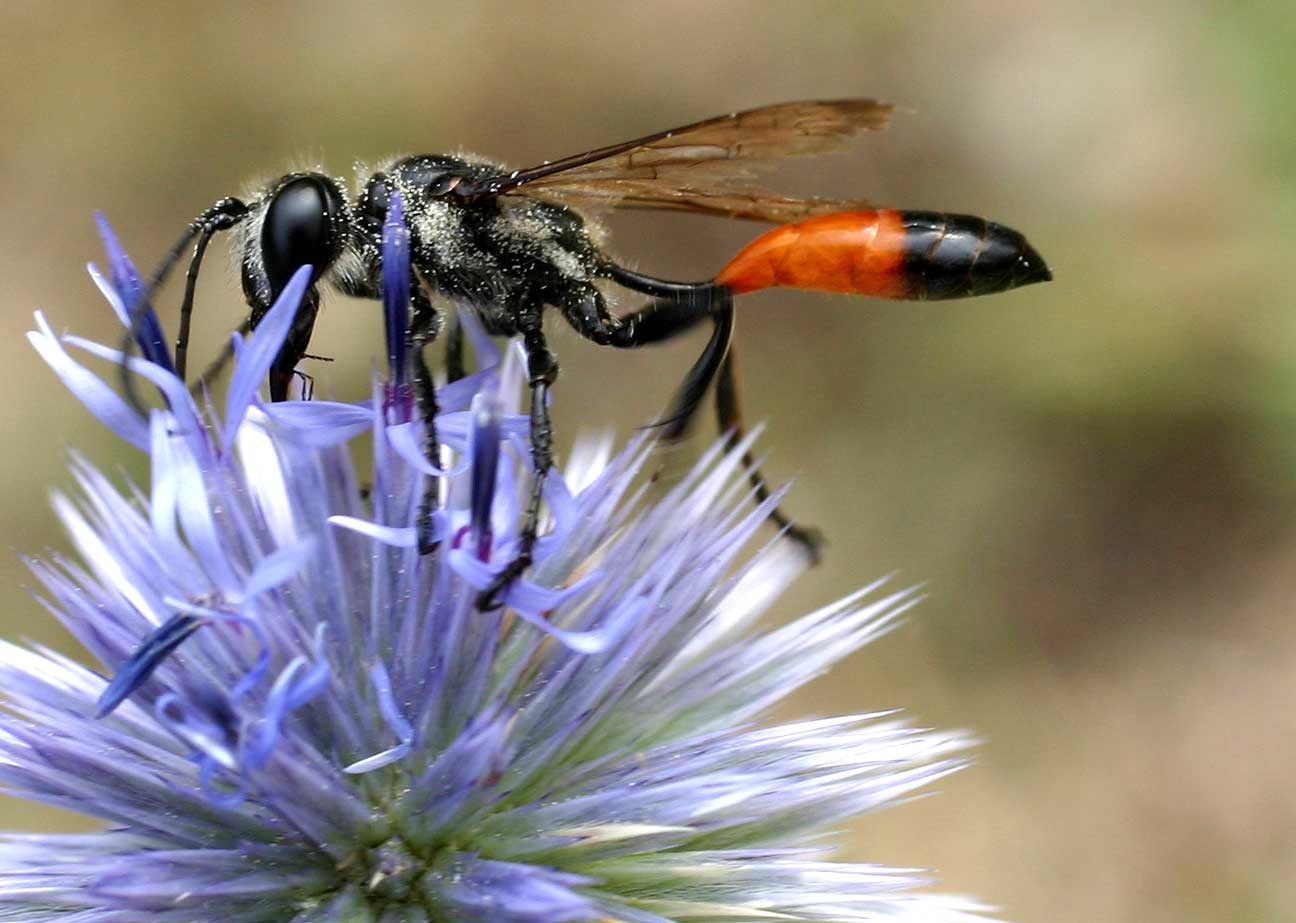
泥蜂科: Podalonia sp.

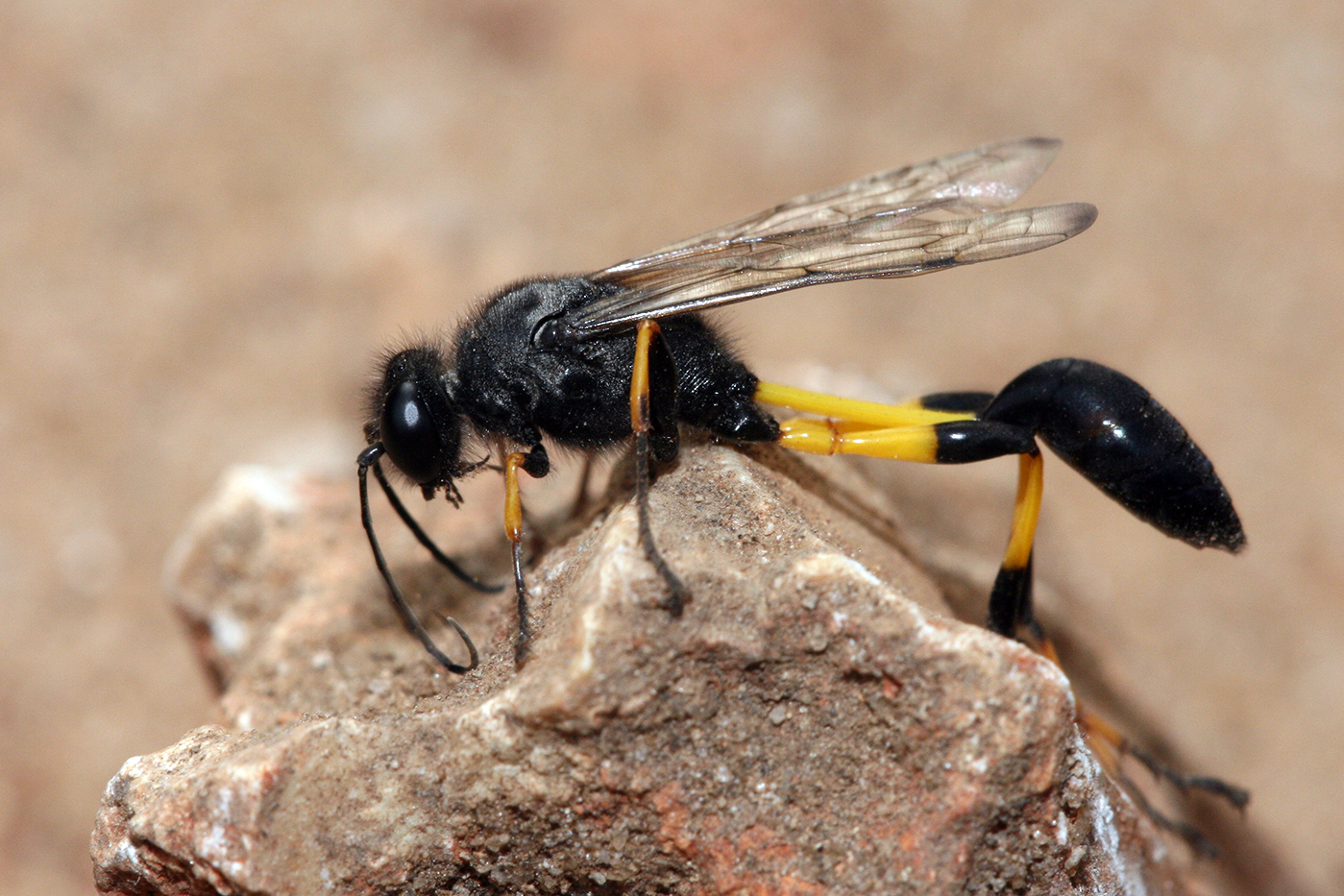
Sceliphrinae: Sceliphron spirifex

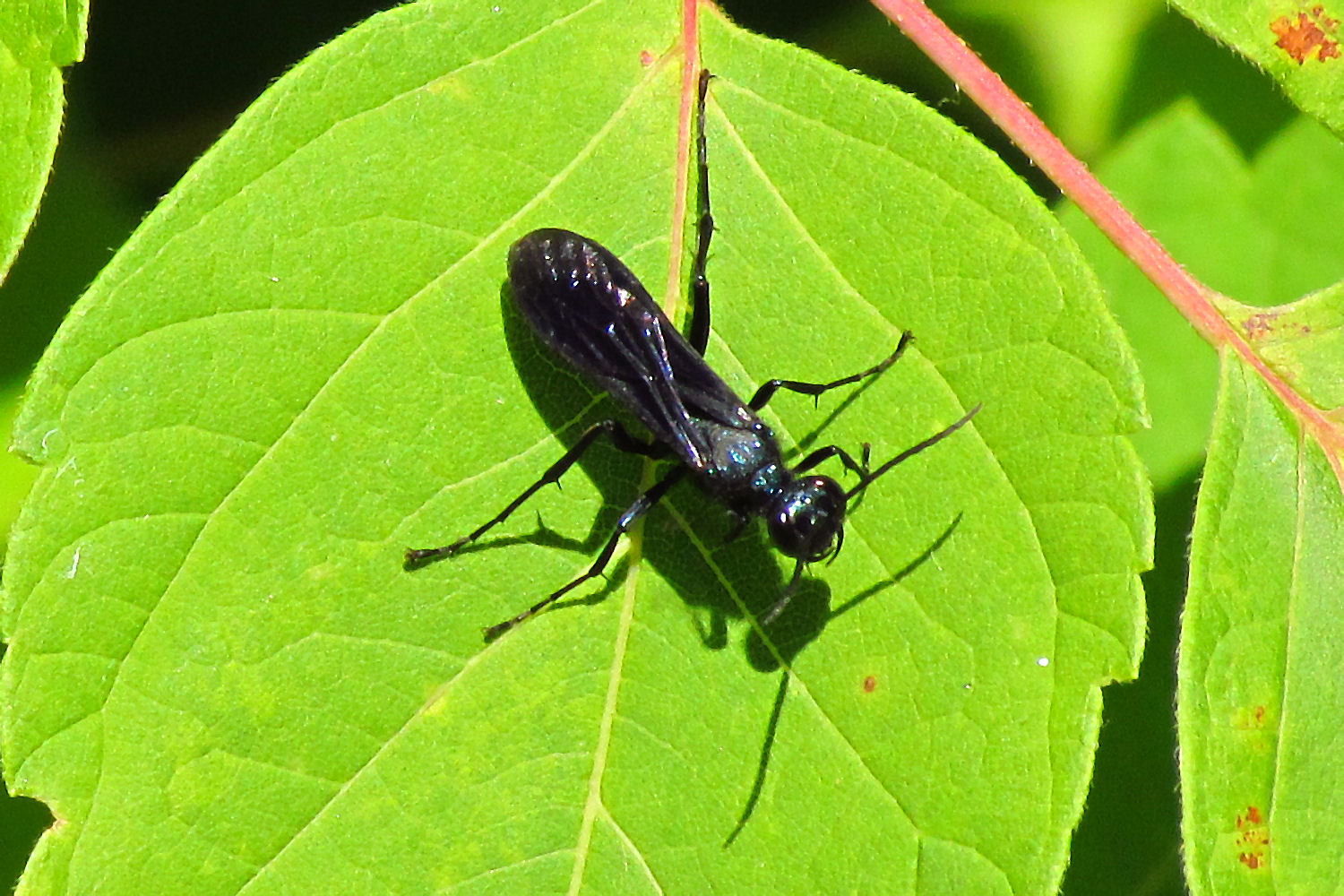
Sceliphrinae: Chalybion californicum

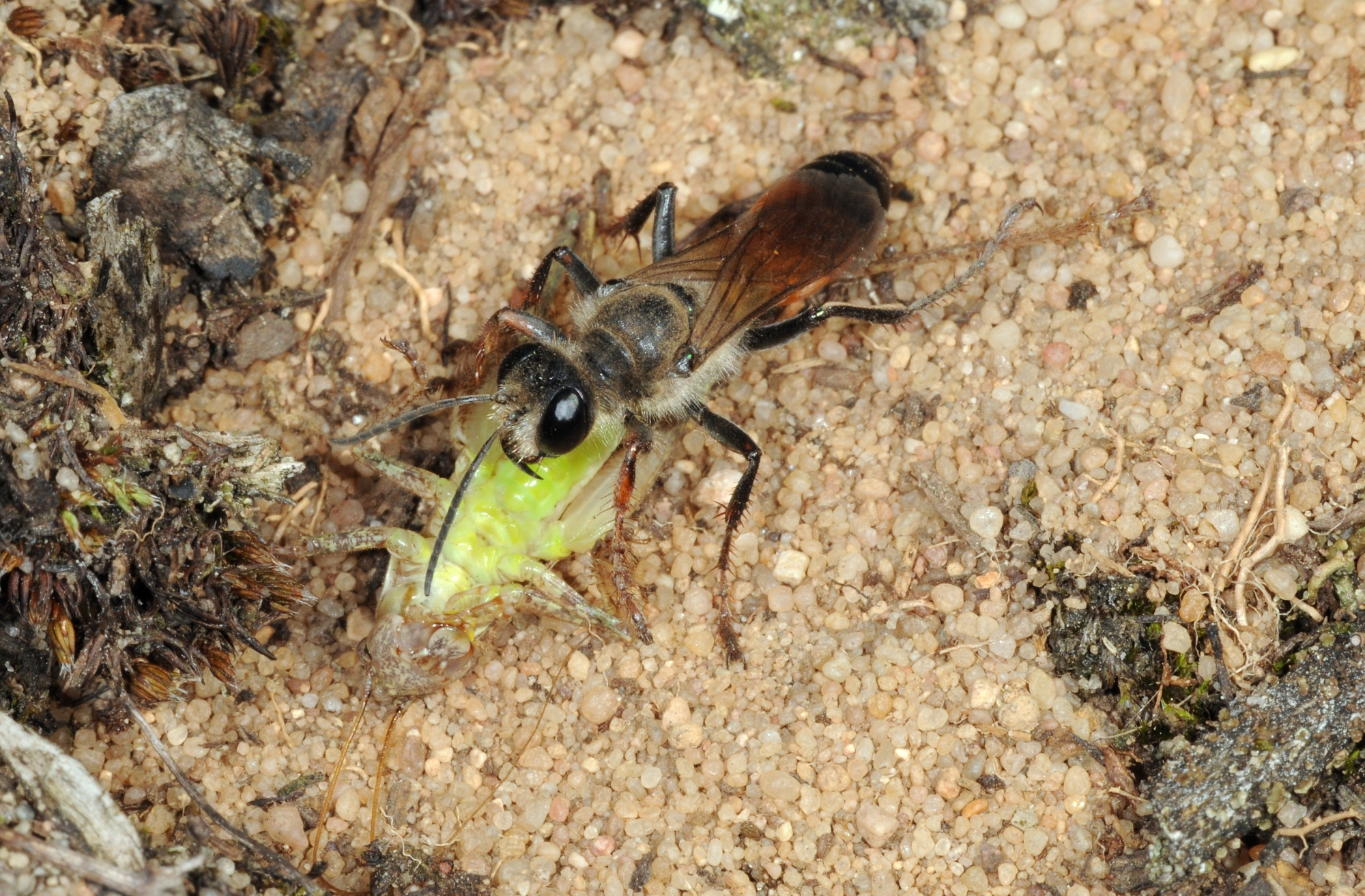
泥蜂亞科: Sphex funerarius with prey

- Ammophila (wasp)
- Eremnophila
- Eremochares
- Hoplammophila
- Parapsammophila
- Podalonia

Subfamily Chloriontinae
- Chlorion

Subfamily Sceliphrinae
- Chalybion
- Dynatus
- Penepodium
- Podium
- Sceliphron
- Trigonopsis

泥蜂亞科 Sphecinae
- Chilosphex
- Isodontia
- Palmodes
- Prionyx
- 泥蜂屬 Sphex
- Stangeella

## 外部連結
- 維基物種上的相關：泥蜂科
- Catalog of Sphecidae sensu lato at Cal Academy （页面存档备份，存于）
- Online Identification Guide to Eastern North American Sphecidae （页面存档备份，存于）
- Biology of Australian Sphecidae
- Image Gallery